# Von Paradis (cràter)
von Paradis és un cràter d'impacte en el planeta Venus de 37,5 km de diàmetre. Porta el nom de Maria Theresia von Paradis (1759-1834), pianista austríaca, i el seu nom va ser aprovat per la Unió Astronòmica Internacional el 1994.